# Jean-Claude Lecante
Jean-Claude Lecante (Saint-Ouen-sur-Seine, 12 de noviembre de 1934) es un deportista francés que compitió en ciclismo en la modalidad de pista, especialista en la prueba de persecución por equipos.
Participó en los Juegos Olímpicos de Melbourne 1956, obteniendo una medalla de plata en la prueba de persecución por equipos (junto con Jean Graczyk, Michel Vermeulin y René Bianchi).

## Medallero internacional
| Juegos Olímpicos | Juegos Olímpicos      | Juegos Olímpicos | Juegos Olímpicos        |
| Año              | Lugar                 | Medalla          | Competición             |
| ---------------- | --------------------- | ---------------- | ----------------------- |
| 1956             | Melbourne (Australia) | Medalla de plata | Persecución por equipos |